# Tyska kyrkan, Göteborg
Tyska kyrkan eller Christinæ kyrka är en kyrkobyggnad belägen vid Norra Hamngatan i centrala Göteborg. Kyrkan tillhör den icke-territoriella Tyska Christinae församling (Deutsche Gemeinde Göteborg) i Göteborgs stift. 
Kyrkan fick sitt namn efter Gustav II Adolfs dotter, drottning Kristina. Salskyrkan är byggd i gult tegel och huvudbyggnaden inklusive koravslutningen (men dock inte tornet) är täckt med spritputs avfärgad i gult. Kyrkan, med sitt torn i väster och koret i öster, ligger på Norra Hamngatan 16, ett kvarter ifrån Gustav Adolfs torg. "Lilla Berget" kallades det berg som både Tyska kyrkan, Göteborgs rådhus och Göteborgs Handelstidnings hus byggdes på. Berget gjorde också att Stora Hamnkanalen vid Kämpebron tvingades göra en skarp vinkel. Området för Lilla Berget avgränsas av Smedje-, Post-, Tyggårds- och Köpmansgatorna.
Kyrkan har ett klockspel, byggt 1961, med 42 klockor. Tegelkyrkans torn ritades ursprungligen av Stockholmsarkitekten Carl Fredrik Adelcrantz som även ritat Drottningholmsteatern och delar av Stockholms slott. Altaruppsatsen ritades av Louis Jean Desprez och korfönstren av Reinhold Callmander.

## Historia

### Församlingen
Den växande tyska och holländska församlingen i Göteborg behövde i samband med stadens grundande ett ställe för sin religiösa utövning, och år 1623 beviljades byggandet av en egen kyrka med villkoren att prästen "skulle hylla den rena lutherska läran och vara superintendenten underordnad". Samtidigt bildade tyskar och holländare Göteborgs Tyska församling, där predikanten Wilhelm Longinus Kleinschmidt från Lübeck kontrakterades den 13 oktober 1623 med en lön på 200 daler silvermynt, fri bostad och kost. Han prästvigdes i början av 1624 i Skara, och höll de första gudstjänsterna i holländaren Pieter Janssons (Cuypers?) hörnhus vid "Lilla Hamnen", Västra Hamngatan "ej lång från Kyrkobron" (senare Tyska bron). Huset tillhörde senare klensmeden Peter Jansson Brandt. Denna lokal användes endast under några månader, men innehöll en större sal.

### Träkyrkan
År 1624 inköpte räntmästaren Gilius van Eijck för 300 daler silvermynt, det träkapell som använts i Nya Lödöse till församlingen, vilket samma år skänktes av van Eijck och placerades på den nuvarande kyrkans "platz wid stora Hamnen i Norr". Tillsammans med kostnader för uppförande och inredning steg dessa till 500 daler silvermynt. Redan i november 1622 hade magistraten avtalat med "mästermakaren" Jan Claesen Biljl och Håkan Larsson om att uppföra en klockstapel på kyrktomten, åt norr till, för ett pris av 105 daler silvermynt. Kapellet tjänstgjorde i närmare tio år. År 1629 byggdes omkring kyrkplatsen ett staket, en fördämning vid hamnen och gatan stenbelades där. Träkyrkan flyttades 1633 från kyrkogårdens södra sida åt den Stora Hamnen till, bakåt, mot nordsidan till. Samtidigt lades grunden till en ny kyrka på dess plats.

### Första kyrkan
Träkapellet blev med tiden mycket bristfälligt och 1634 lades grundstenen till en ny kyrka i holländskt tegel på tomtens södra del, vid hamnen. Grundläggandet gjordes av de dåvarande kyrkoföreståndarna; burggreven Daniel Lange, presidenterna Peder Höger och Reutiger von Ackern, rådsförvanterne Johan Braun och Johan Amya, handelsmännen Johan Hermesson Wacker och Hind. de wendt Botsack. Kyrkan skaffade sig ökat utrymme 1637 för kyrkobygget samt kyrkogård, genom att för 300 daler silvermynt, förvärva Olivier Pieterssen Egmonts tomt, vilken tidigare ägts av Johan Giese. Den utökade tomten fylldes ut med stora mängder sand. Den gamla träkyrkans utrymme var knapp, och 1637 köptes en angränsande tomt för att skapa bättre plats.
Drottning Christina beviljade 1635 tyska församlingen tre års inkomster av "den lilla tullen", vilken kom att inbringa 2 400 riksdaler. Då denna tull upphörde efter år tre, ersattes den genom "den stora sjötullen", vilken endast gav liten utdelning. Istället fick församlingen 1641 under två år hälften av "stadsaccisen" och "bakugnspengarna", totalt 3 000 riksdaler. En tredje gång, 1647, inbringade "accisen" och "bakugnspengarna" 2 400 daler silvermynt. Åter beviljades dessa inkomster 1649 under två år, vilket gav 1 800 daler silverpengar.
År 1642 startade "bränning" (sprängning) av (Lilla-) berget för de blivande gravplatserna, som därefter avgränsades från varandra genom tegelväggar. Kyrkans föreståndare upprättade 1643 ett kontrakt med byggmästarna Mårten Laurentz och Michael Messler om kyrkobygget, och 1644 uppfördes åt kanalsidan en mur runt kyrkogården. Ett tak byggdes 1644, täcktes med tegelpannor 1646, och 1647 lät man sätta in fönster. Samma år fylldes kyrkogården upp med sand och var därmed i funktion.
"Under kyrktaket utanpå lades takrännor; tornet uppbyggdes högre, fönster och fönsterramar insattes; koret och liknande vidgjordes inuti, golvet belades med tegelsten; stolar uppsattes; foten och grunden till altaret och predikstolen murades; på det förra uppsattes blott en liten tavla, på vilken nattvardens instiftande var målad och som stått i den förra träkyrkan, men på den senare uppsattes blott en dålig av bräder hopfogad predikstol; så förbättrades vidare altartavlan och förgylldes ... Materialet, som använts till kyrkobygget, jämte arbetslön har under dessa båda år [1647 och 1648] belöpt sig på 3 400 Riksdaler, vartill några Herrar och vänner förärat 360 Riksdaler."
Kyrkan kunde invigas den 12 november 1648 av superintendenten, doktor Ericus Brunnius, som även höll en predikan på svenska. Brunnius fick som ett erkännande en förgylld bägare "på 45 lod" av församlingen som hade kostat lika mycket i riksdaler. Denna kyrka fick namn efter den person som flera gånger skänkt pengar och beviljat privilegier (28 april 1649) till kyrkan, drottning Christina. I brevet heter det om kyrkan:
 
""Först, förordne och bewillie wij nådigst, at dee be:te kyrckia Christinæ be:dh som der i Götheborg således ähr opbijgt, skole mage för sig och sine effterkommande niuta, bruka och oqualdt beholla till Ewerdelige tijder, och derföre wara förplichtade först at bringa des bijgnad j ett fullkommeliget esse och fullbordan, och sedan opå deres egen omkostnad Conservera och widh macht holla." Brevet utgör fortfarande församlingens rättsliga grund.
Privilegierna bekräftades därefter av Karl X Gustav den 13 februari 1655 och av Karl XI den 6 augusti 1673. Kapellet blev därefter skolhus och revs först 1649 "weil nicht viel Gesundes mehr daran gewesen".
En historisk händelse inträffade i kyrkan 1660. Efter konung Karl X Gustavs död i residenset, drygt 300 meter västerut, sammanträdde riksdagen den 16 februari i Christinæ kyrka för överläggning. Där beslutades att kungens testamente skulle förbli oöppnat till dess sorgehögtiderna avslutades, och att kungens änka och riksrådet skulle utöva regering.
I februari 1667 köpte föreståndaren generalmajor, baron Johan Wrangel två tomter för 425 daler silvermynt, närmast intill kyrkans västra sida. Först därefter kunde man gå runt omkring kyrkan. Samtidigt öppnades förbindelsen från hamnen till Köpmansgatan upp. 
Först tjugo år efter kyrkans invigning byttes kyrktornets enkla beteckning, mot en mer dekorativ spira, en "8-kantig, 2 gånger genombruten tornhätta av trä och en utdragen spets med knopp och tillbehör 3 gånger bredden av stentornet." Kontrakt slöts den 19 februari 1668 mellan kyrkans båda föreståndare Sivert Volkwart, David Emija och byggmästaren Michael Möller. . Plåtslagaren Johan Olufsson började samma år att täcka det färdiga tornet med koppar.

### Andra kyrkan

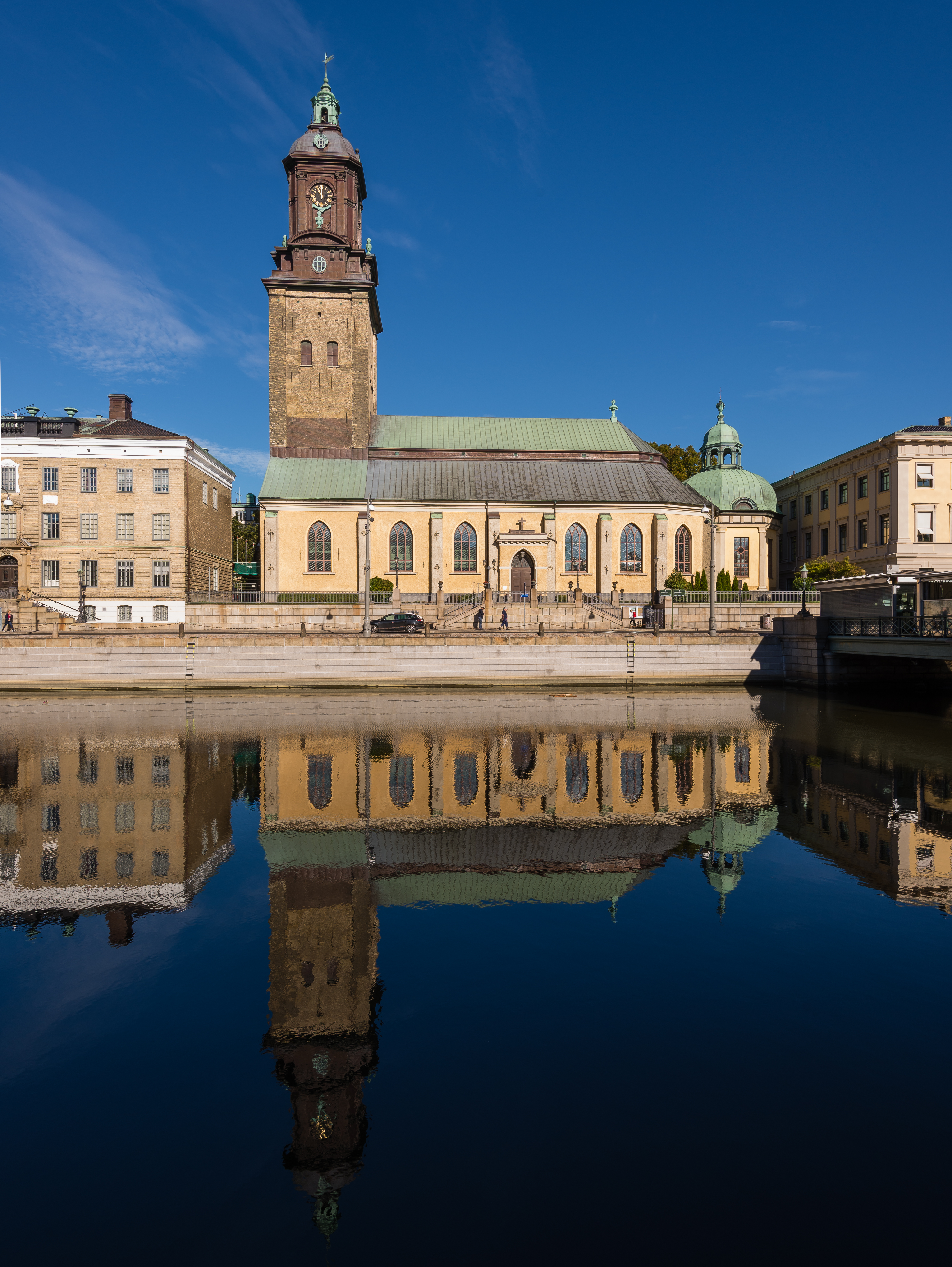
Kyrkan i september 2015.

Kyrkan var nästan färdigdekorerad – bland annat saknades tornets kopparbeklädnad – då en brand den 10 maj 1669 ödelade den helt. Skadorna uppskattades till 14 700 riksdaler. Genom guvernören, friherre Peter Sparre kunde församlingen först hålla sina gudstjänster i Kronhuset, därefter 1669-1672 genom biskopen Zacharias Klingenstjerna i gymnasiet på Domkyrkoplanen, i hörnet av Västra Hamngatan och Kungsgatan.
Tack vare rika gåvor kunde återuppbyggandet börja direkt. På våren 1670 skrevs kontrakt med Diedrich Wolff från Kristianstad som skulle laga de skadade murarna och återuppbygga det instörtade tornet. Men byggmästaren visade sig vara vårdslös och avskedades. Istället anlitades Lars Olofsson från Stockholm (byggde även Rådhuset) och mäster Hans Schmidt från Grävsnäs. Den 11 augusti 1672 skedde invigningen av pastor Westerman, trots att det slutligen 45 meter (76 alnar) höga tornet stod klart först 1698. Regeringen hade 1670 som ersättning lovat 2 % av brandskadan, en summa som utbetalades med 300 riksdaler efter tre år samt ökades med 2/3. Kopparslagaren Caspar Wohlfart från Nürnberg började 1680 arbetet med kyrktakets kopparbeklädnad, som blev färdigt 1685. 
Till tornets uppförande kallades 1681 murarmästaren Lars Olufsson, som för arbetet beställde 200 000 holländska tegel. Men Lars Olufssons räkningar ansågs för höga, och han ersattes 1682 med dennes förre medarbetare på skeppet av kyrkan, Hans Schmidt, som blev klar med murarbetet 1683. Samtidigt beviljade Karl XI kyrkan 2000 daler silvermynt som hjälp. Ett förslag om träspirans utformning från överstelöjtnanten vid fortifikationen, Paul Ludvig Leyonsparre, godtogs och Hans Jacob Feyr från Stockholm anlitades för att bygga tornspiran "76 alnar hög". Feyer visade sig snart vara oduglig och avskedades. År 1697 gick uppdraget istället till Niclas Müller från Vogtland och byggmästare vid Kungl. Amiralitetet. Den 20 maj 1698 uppsattes krona och vindflöjel på spiran, och Wohlfart blev klar med kopparbeklädnaden den 7 augusti 1699. Den andra tyska kyrkan hade nu kostat 33 000 riksdaler.

### Tredje kyrkan
Den 14 januari 1746 drabbades staden av ännu en förödande brand och kyrkan härjades svårt, men skeppets murar kunde dock återanvändas. Före branden anses kyrkan till sin interiör ha överträffat Gustavi domkyrka. "Bau- und Zimmermeister" Johan Anders Reuss († 1762 i Göteborg) från Dresden, fick i maj samma år uppdraget att säkerställa murarnas skick samt göra färdigt tornet. I väntan på det skulle bygget förses med ett brädtak. I oktober samma år undertecknar Reuss ett kontrakt för de inre reparationerna; golv, valv, trappor, torninredning, dörrar med mera. De gamla murarna bildade ett 42 meter långt och 17 meter brett långhus.   
Byggandet gick långsamt och först 1779 påbörjades kyrktornet, ritat av Carl Fredrik Adelcrantz. Byggmästare Adolf Ulrik Kirstein (1746–1806), skrev kontrakt i 9 §§ den 10 mars 1779. Arvodet var 3 300 riksdaler specie, och arbetet skulle vara slutfört vid 1780 års utgång. Tornresningen var klar den 15 augusti 1779 respektive klätt med koppar den 19 oktober samma år. Kirsteins uppdrag ansågs avslutat den 25 augusti 1780, men än återstod mycket arbete med främst tornet. Först på hösten 1783 stod det nya tornet klart. Den räknades då som stadens mest imponerande byggnadsverk. Vid mitten av långhusets båda sidor finns en dörr med en portal, ursprungligen i spetsbågstil, men 1822 utbytt mot en i renässansstil. Tornet är 59 meter högt.

### 1800-tal
Den 26 oktober 1817, efter ett halvt års reparation, var kyrkan färdigrenoverad med nya bänkar, fönster, utvidgat altare och ett nytt golv i sten. Först 1853–72 fick kyrkan en mera genomgripande förändring. Den fick då värmeledningar, ett nytt tak i sten, väggar och bänkar målades, ljuskronor och ornament förgylldes, med mera. Tyska kyrkan var först av kyrkorna i Göteborg med elektrisk belysning, 1896. En ny orgel kom på plats 1864. Den gamla orgeln, ett 8 fots verk med 33 stämmor, 2 klaviaturer och 1 pedal, utbjöds till försäljning i maj 1862.
Under många år fanns det en tornväktare i kyrkans torn, som genom att fästa vita pappersark i de övre tornfönstren, signalerade att en ångbåt var på ingående i hamnen. Det var ett stort nöje för allmänheten att titta på både båtar och resenärer, så att när den särskilda ersättning 1851 drogs in som tornväktaren erhållit från staden, startades en insamling så att väktaren kunde fortsätta i åtskilliga år.

### Kyrkans område och omgivning
Inom kyrkans område fanns även:
- Tyska skolan, grundad 1625. Ett eget hus för skolan uppfördes 1648 av virket från den första kyrkan, och fick sina privilegier samma år. Även skolan brann ner vid två tillfällen, men återuppbyggdes.
- Surbrunnen, belägen mellan Kommendantshuset och kyrkogården. Brunnen upptäcktes 1688 av stadsläkaren Abraham Bex, den lockade många besökare men lades igen i mitten av 1700-talet, på grund av risken för smitta från kyrkogården.
- Statens mynthus, låg norr om kyrkan vid Köpmansgatan. Den 30 juni 1623 fick verket sin myntordning, och 1624 en Myntmästare. Efter 1636 låg myntverket nere i trettio år, men återupptogs 1666.
- Tyska bodarna, var en rad med salustånd, först tio därefter utökat till tolv, belägna under kyrkans terrass på den södra långsidan "... såsom Bod för Porcellain, Glas, Jernsaker, Läder, Snus och Tobacks Bod, Sko Bod, Klädstånd, Sockerbagare Bod etc." De fick inte uthyras till "Marketenterie eller krögarenäring". Bodarna ritades av Carl Wilhelm Carlberg och stod klara i maj 1785, då tio bodar auktionerades bort på ett år.[17] Här började flera av stadens köpmän sin kommersiella bana. Bodarna togs bort 1852.[18]

Runt kyrkogården byggde Bengt Bengtsson 1684 en mur av obearbetad sten, som 1723 ersattes med en uppmurad stenmur med tegeltäckning. På ett ställe avbröts muren av en stenportal, uppförd i gotlandssten av stenhuggaren Håkan Gunnarsson 1679. Vid kanalen stöttades kajen av ett pålverk, vilket förnyades 1691. Framför kyrkan var gatan stenlagd. År 1685 planterades här lindar. Muren och portalen var borta 1732. Istället uppfördes ett järngaller med dubbelgrindar, efter en skiss av löjtnanten Carl Adam Blæsing och skänkt av assessorn i Kungl. Kommerskollegiet Volrath Tham samt köpmannen Erich Nissen. Generalguvernör Rutger von Ascheberg lät 1685 bygga en port i kyrkogårdsmuren som vette åt rådhusgården i öster. Det aschebergska vapnet utsmyckade portens överdel.

## Inredning och inventarier
En predikstol blev klar 1656, där snickaren Michael Henneberg gjorde stommen och bildhuggaren Hans Swant utsmyckningen. Postförvaltaren och Göteborgs tyske sekreterare Herman Schmidt skänkte 1659 en dopfunt. Genom insamlingar kunde mäster Hans Horn 1668 börja arbetet med att bygga en ny orgel, vilken dock gick upp i rök vid branden 1669.
Kyrkan har tre stora, antika ljuskronor av mässing, vilka undgick branden 1746. Två av dem är från 1684, skänkta av församlingsmedlemmarna Greve och Kock, och den tredje av "herr Jörgensen" och är från 1657. Två mindre ljuskronor anses vara skänkta av drottning Kristina samt av Magnus Gabriel De la Gardie. Församlingen utökade altarutsmyckningen i träkyrkan med; 1634 hade man låtit göra nya altardukar och en nattvardskanna samt en oblatskål av silver. År 1635 fick kyrka en Luther-bibel med "Veit Dietrichs summarier", inbunden av bokbindare Thomas Kuhn såsom ett vackert prov på dennes hantverksfärdighet.
Änkedrottning Hedvig Eleonora från Holstein-Gottorp skänkte till tornet 1661 en stor klocka, kommen från Stockholm. Fyra år tidigare hade kyrkan även fått sitt altare därifrån, som en gåva från "den äldre systern Sta. Gertrud". Altaret hade 1629 erhållits från krigskommissarie C.K. Lilliecrona. Genom köpman Hans Jürgensens kom altaret sjövägen till Göteborg 1657.

Kyrkan har tre större klockor, där den största göts i Stockholm 1687 och transporterades med kronoskjuts. Den tredje klockan i ordning kom 1645. Det var en gåva av landshövding Nils Assersson Mannersköld och amiral Martin (Thyssens) Anckarhjelm. Samtliga klockor smälte vid eldsvådan 1746, men göts om. På den stora klockan finns inskriptionen:

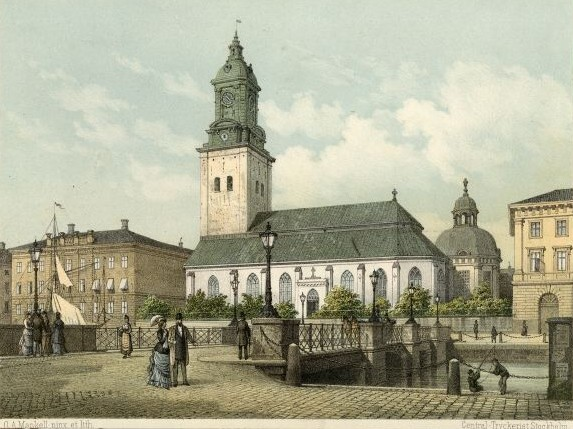
Christinae kyrka, litografi från slutet av 1800-talet av Otto August Mankell.

Deo gloria in exelcis
Feuer war es des mein Thönen störte
Als mir die Stadt mit Schrecken hörte
A:o 1746 D 14 Jan
Feuer gab mir wieder Klang und Schell
A:o 1746 D 29 Aug
Lernt liebe Gothenburger all
Den der mit Feuer soll lauten — kennen
So will ich gern alsdann verbrennen
2 Petr. 3: v. 10
Heut hörst Du, Heut las, Davids Klocken,
Ja las Dich Gottes Stimme locken
Dein Hertz, o Mensch, nicht zu verstocken
Ps. XCV, v. 8
Orgeln invigdes den 10 augusti 1788, predikstolen och altaret den 12 december 1798. De båda sistnämnda var en testamentarisk gåva  av Johan Peter Holterman. 
Kyrkans tidigare predikstol såldes 1797 till Lysekils kyrka för 50 riksdaler specie. Den räddades undan branden 1746, och hade skapats 1672 av mäster Jääger i Stralsund samt skänkts till församlingen av borgmästaren H. Braun-Johann. Kyrkans taxeringsvärde 1889 var 400 500 kronor.

### Orgel
Den första orgeln byggdes 1690 och den nuvarande tillkom 1864. Orgeln byggdes av Marcussen & Søn och A. Magnusson Orgelbyggeri AB företog två ombyggnader 1927 och 1970. 2003 omarbetades instrumentet av Tostareds kyrkorgelfabrik.
| Manual I                   | Manual II                 | Manual III                  | Pedal                  | Koppel           |
| -------------------------- | ------------------------- | --------------------------- | ---------------------- | ---------------- |
| Principal 16' (1864)       | Principal 8' (1864)       | Gedakt 16' (1864)           | Untersatz 32' (1864)   | II/I             |
| Borduna 16' (1864)         | Flagflöjt 8' (1864)       | Violinprincipal 8' (2003)   | Principal 16' (1864)   | I/II             |
| Principal 8' (1864)        | Gedakt 8' (1864)          | Dubbelflöjt 8' (1864)       | Subbas 16' (1864)      | III/I            |
| Flauto Major 8' (1864)     | Fugara 8' (1864)          | Salicional 8' (2003)        | Octava 8' (1864)       | III/II           |
| Flöjt Harmonik 8' (1927)   | Octava 4' (1864)          | Voix Celeste 8' (1927)      | Gedakt 8' (1864)       | I 4'/I           |
| Viola da Gamba 8' (1864)   | Gemshorn 4' (1970/2003)   | Octava 4' (1970/2003)       | Violoncell 8' (2003)   | I/P              |
| Octava 4' (1864/2003)      | Rörflöjt 4' (1864)        | Flauto dolce 4' (1864)      | Octava 4' (1864)       | II/P             |
| Qvinta 3' (1864/2003)      | Waltflöjt 2' (1970)       | Violin 4' (2003)            | Nachthorn 2' (1970)    | III/P            |
| Octava 2' (1864/2003)      | Qvinta 1 1/3' (1970)      | Nasard 2 2/3' (1970/2003)   | Contrabasun 32' (1865) |                  |
| Cornett 5 chor (1864/1970) | Mixtur 3 chor (1864/2003) | Piccolo 2' (1970/2003)      | Basun 16' (1864/1970)  |                  |
| Mixtur 5 chor (1970/2003)  | Fagott 16' (1970)         | Ters 1 3/5' (1970/2003)     | Trumpet 8' (1927/1970) |                  |
| Tuba 16' (1970)            | Corno 8' (2003)           | Mixtur 1-3 chor (1970/2003) | Trumpet 4' (1927/1970) |                  |
| Trumpet 8' (2003)          | Tremulant                 | Oboe 8' (1927)              |                        |                  |
|                            | Crescendosvällare         | Tremulant                   |                        |                  |
|                            |                           | Crescendosvällare           |                        | Registersvällare |

#### Diskografi
Inspelningar av musik framförd på kyrkans orglar.
- Orgelschlagers - från fyra sekler / Jonsson, Tommy , orgel. CD. Billy Heil Records BHRCD010. 2013.

Kyrkan har också en äldre kororgel.

### Flygel
Efter att kyrkans Malmsjö-flygel blivit för liten och för sliten för kyrkans användning fanns det för gott att köpa in en ny, större flygel. Församlingen startade därför en insamling vid namn ”Köp en tangent” där församlingsmedlemmar fick chansen att bidra till inköpet av en ny flygel genom att symboliskt köpa en tangent. Kyrkan kunde därför 2023 köpa in en ny Steinway Model B flygel.

### Gravarna
Under golvet i kyrkan finnas ett 100-tal större och mindre gravar, främst församlingens prominenta medlemmar. Från den 3 oktober 1805 fick inga lik jordas i någon av Sveriges kyrkor. Bland gravarna märks: Överste David Sinclair, död i slaget vid Warschau 1656, amiral Martin Thijsen-Anckarhjelm, segrare vid Femern, död 1657, rådsherre Hans Macklier, framstående kommunalman, död 1666, översten och kommendanten i Göteborg Nils Påfvenfeldt, död 1675, kommersiepresident Abraham von Eyck, död 1677, landshövdingen och generalmajor Malcolm Hamilton, död 1699, landshövdingen över Göteborgs och Bohus län, Johan Benedict von Schönleben, död 1706, amiral Jacob de Prou, död 1711, borgmästaren och burggreven Hans von Gerdes, död 1723, justitiekanslern, friherre Tomas Fehman, död 1733, kommerserådet och direktöre för Ostindiska Kompaniet, Magnus Lagerström, död 1759, generallöjtnanten och överkommendanten i Göteborg, Daniel Johan Zander, död 1762, generallöjtnanten och landshövdingen, friherre Johan Ludvig von Saltza, död 1763, direktören för Ostindiska Kompaniet Abraham Grill, död 1768 och riksdagsman Volrath von Öltcken.  
Redan den 11 december 1682 hade landshövdingen, fältmarskalk Rutger von Ascheberg låtit uppföra det Aschebergska gravkoret i kyrkans östra förlängning.

## Bilder

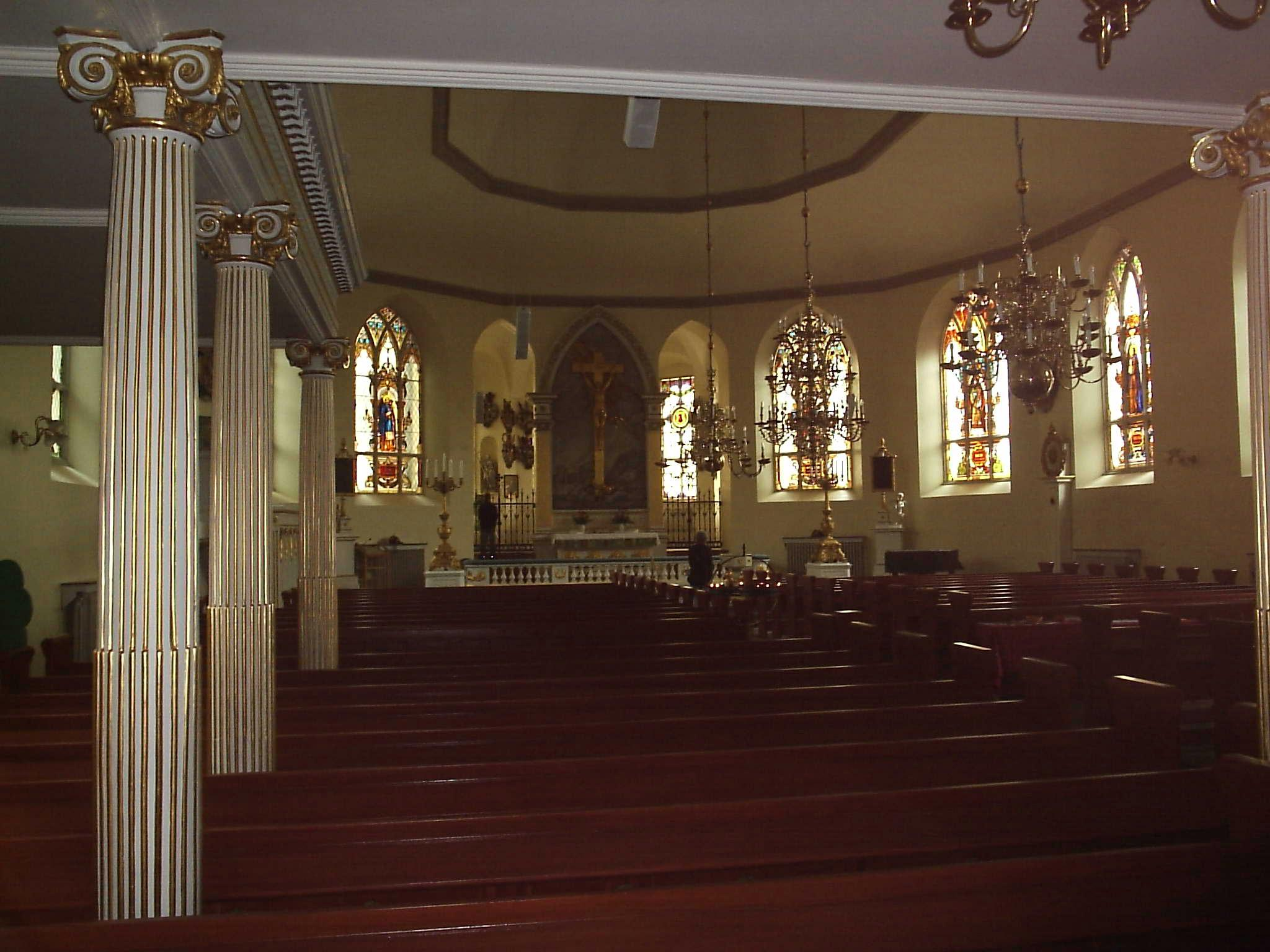
Interiör.
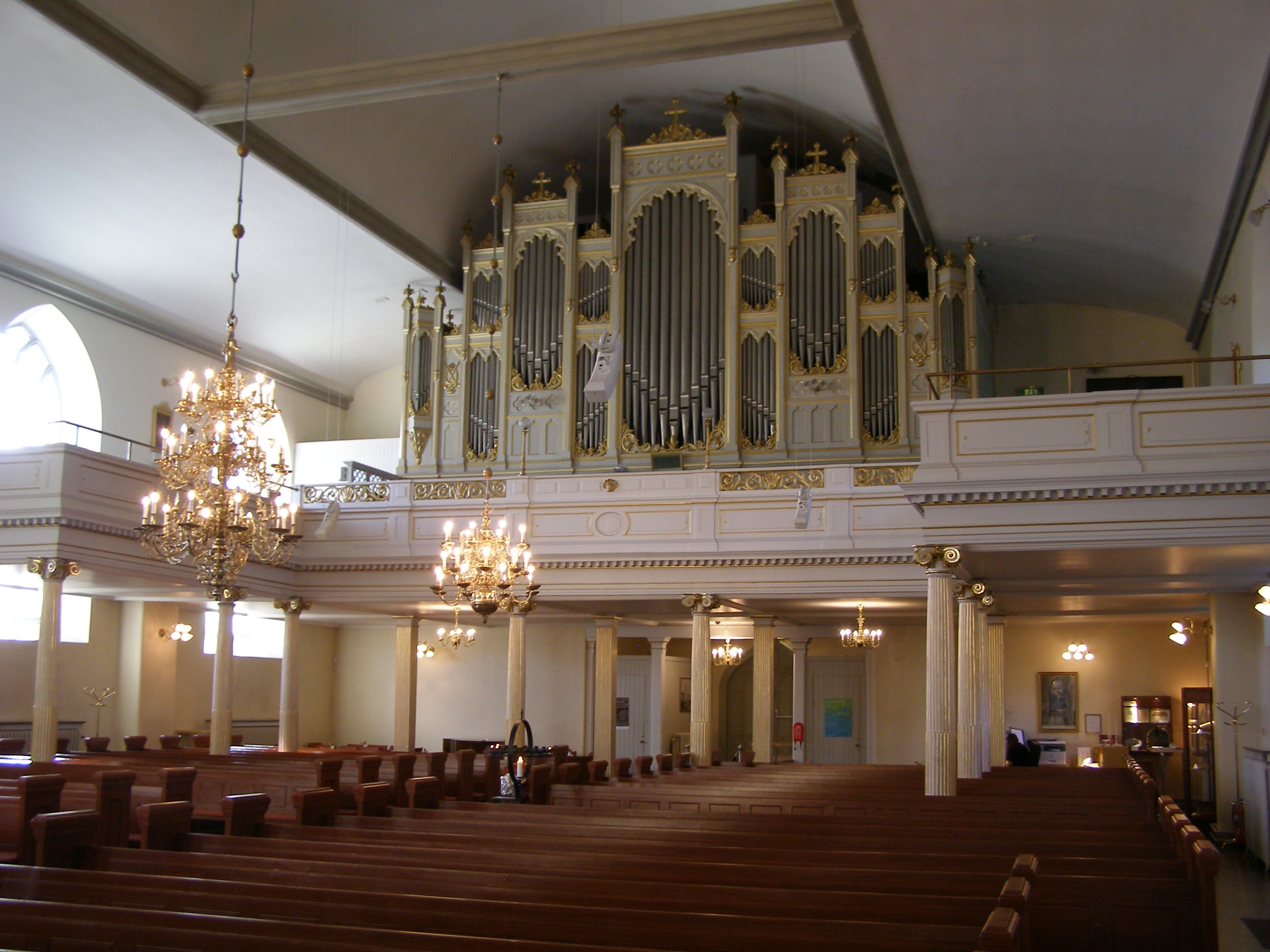
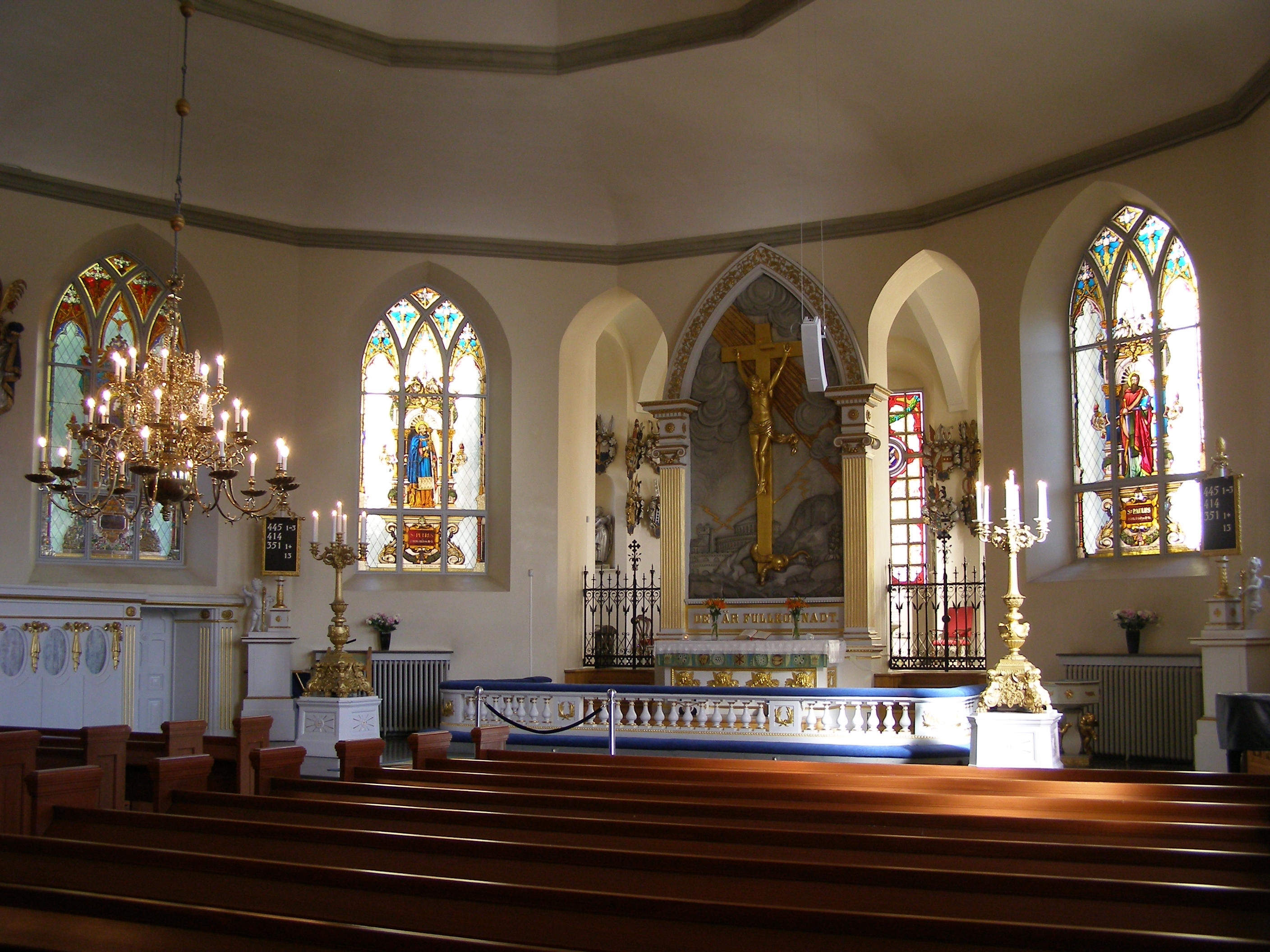
Koret.
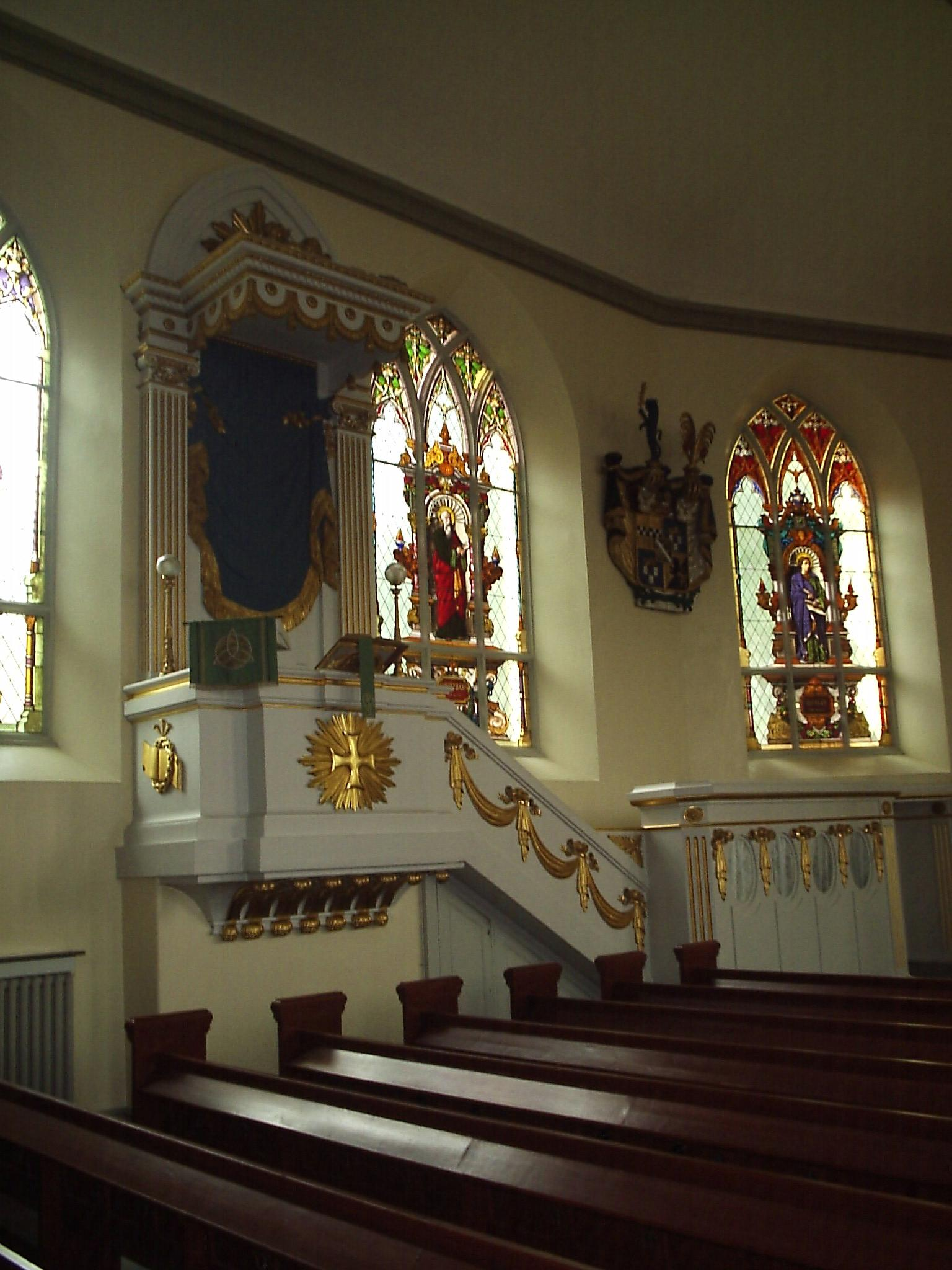
Predikstolen.
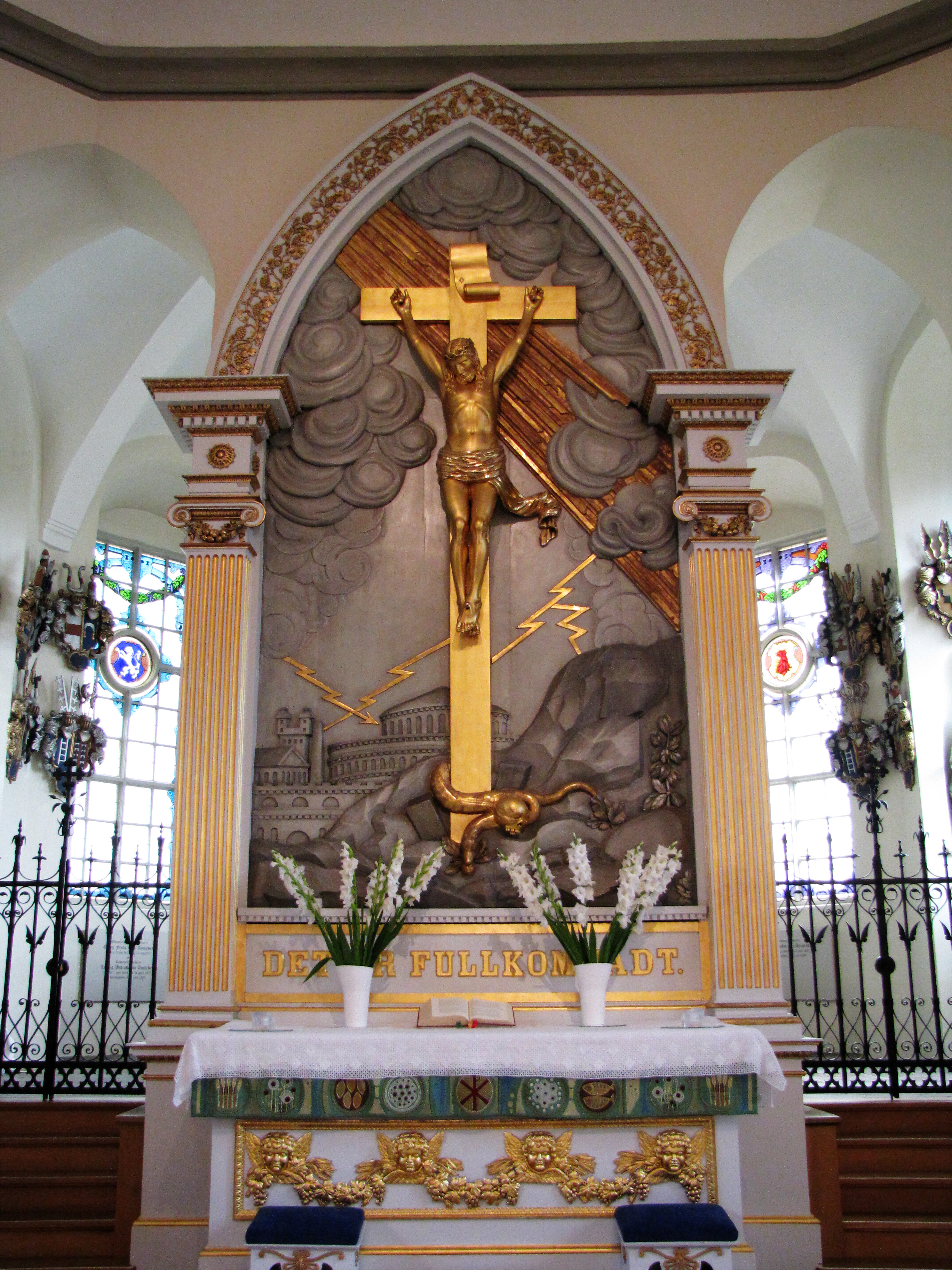
Altaruppsatsen.
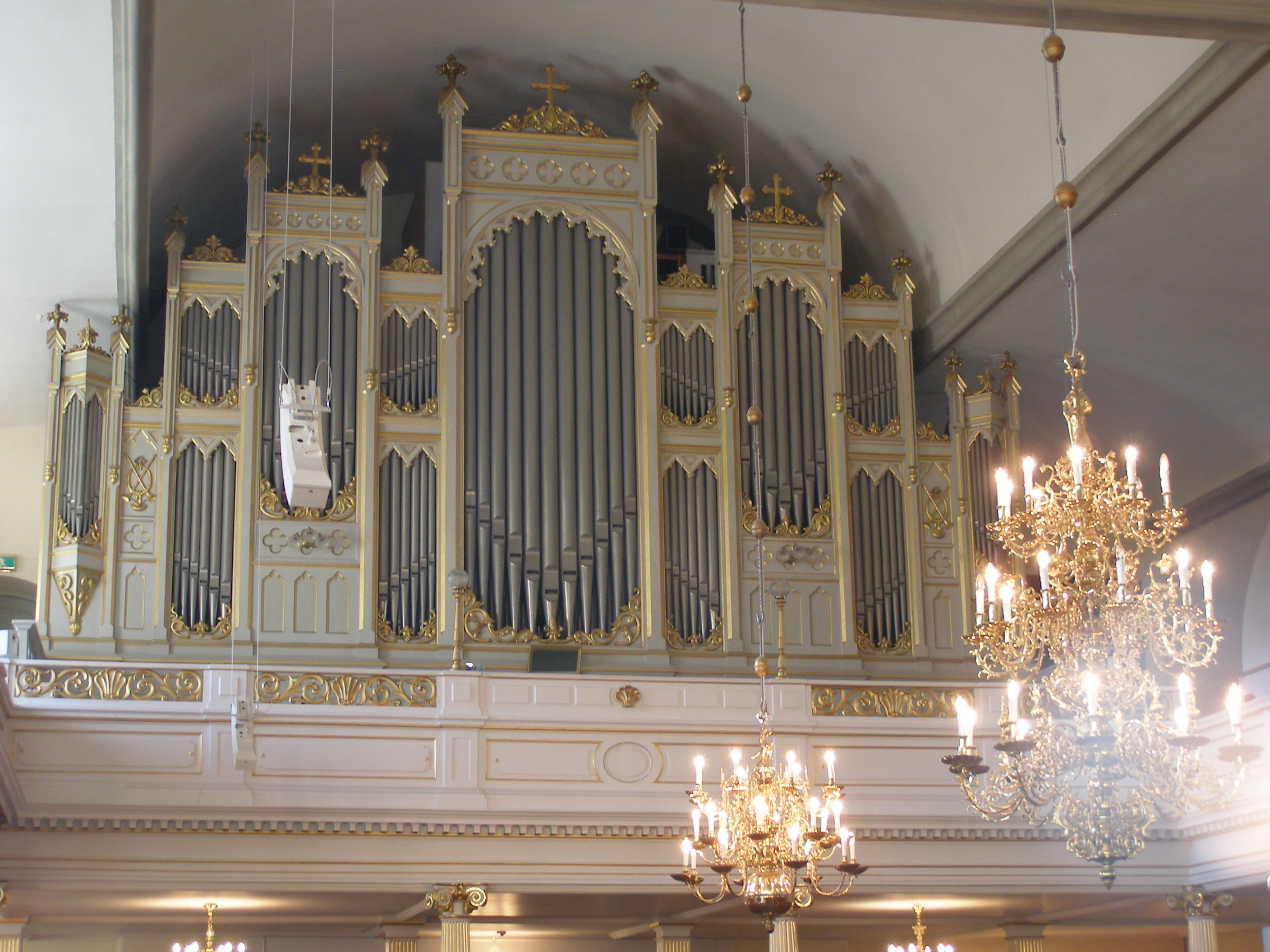
Orgeln.
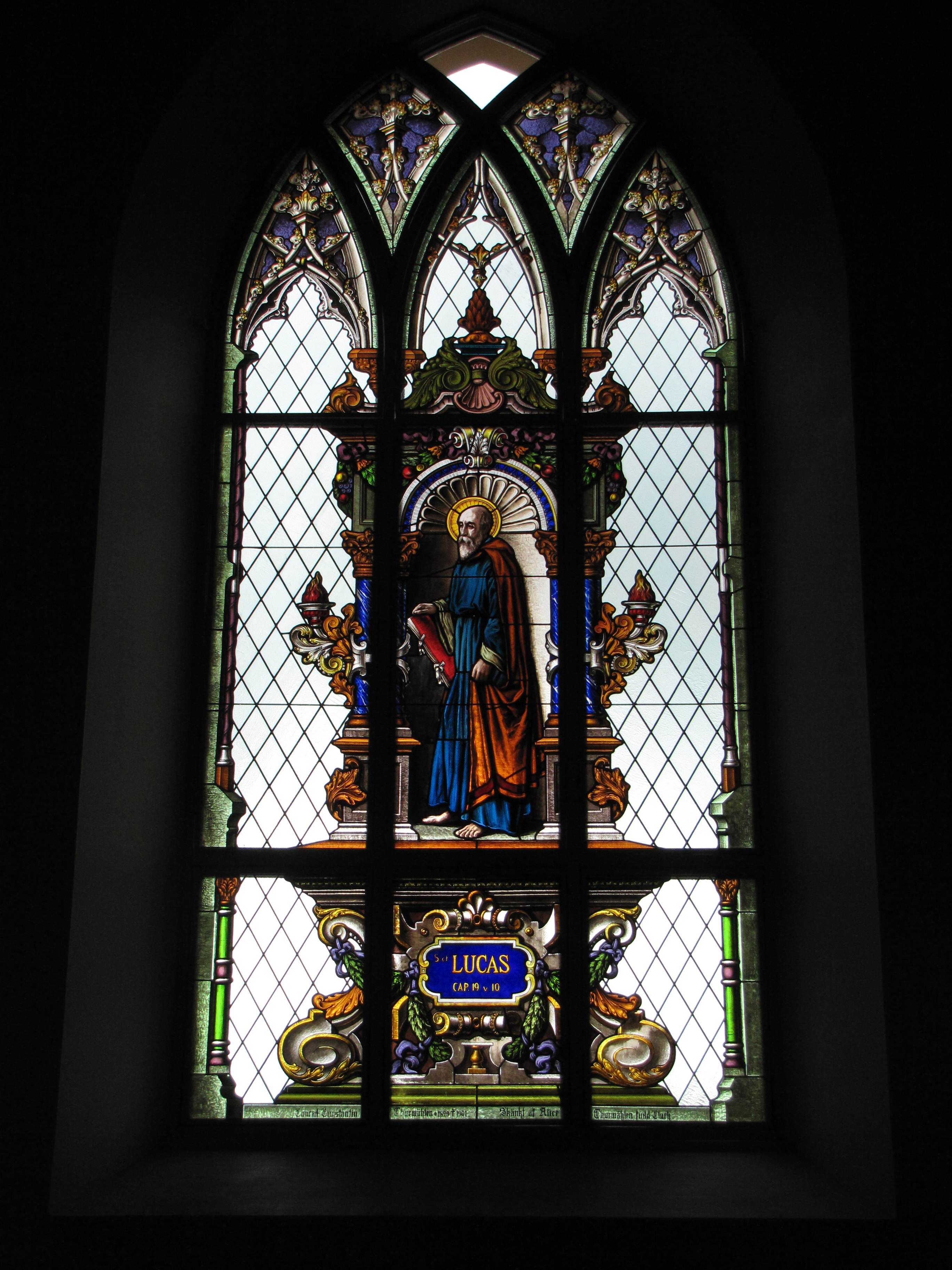
Fönster med Lucas-motiv.
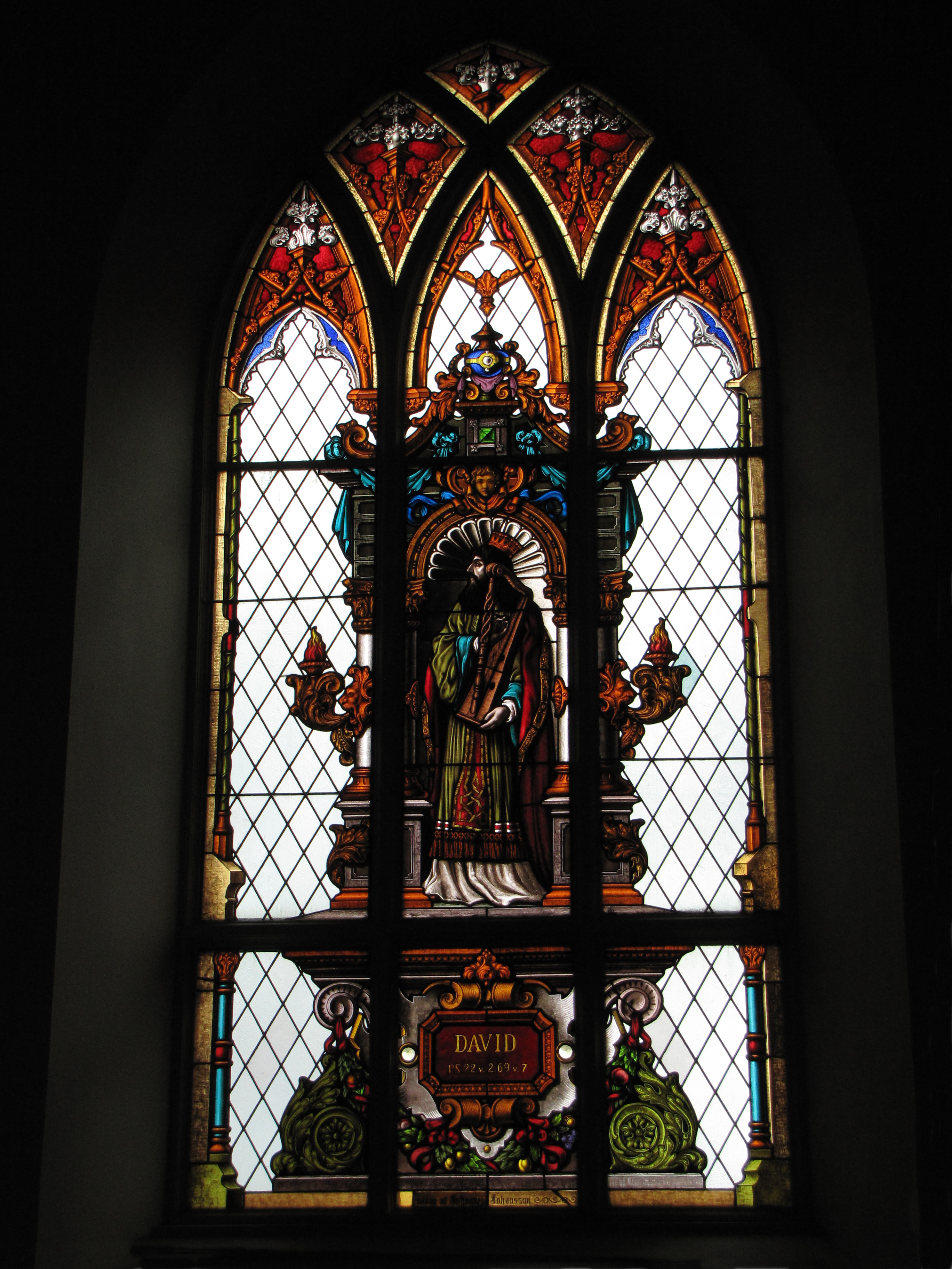
Fönster med David-motiv.
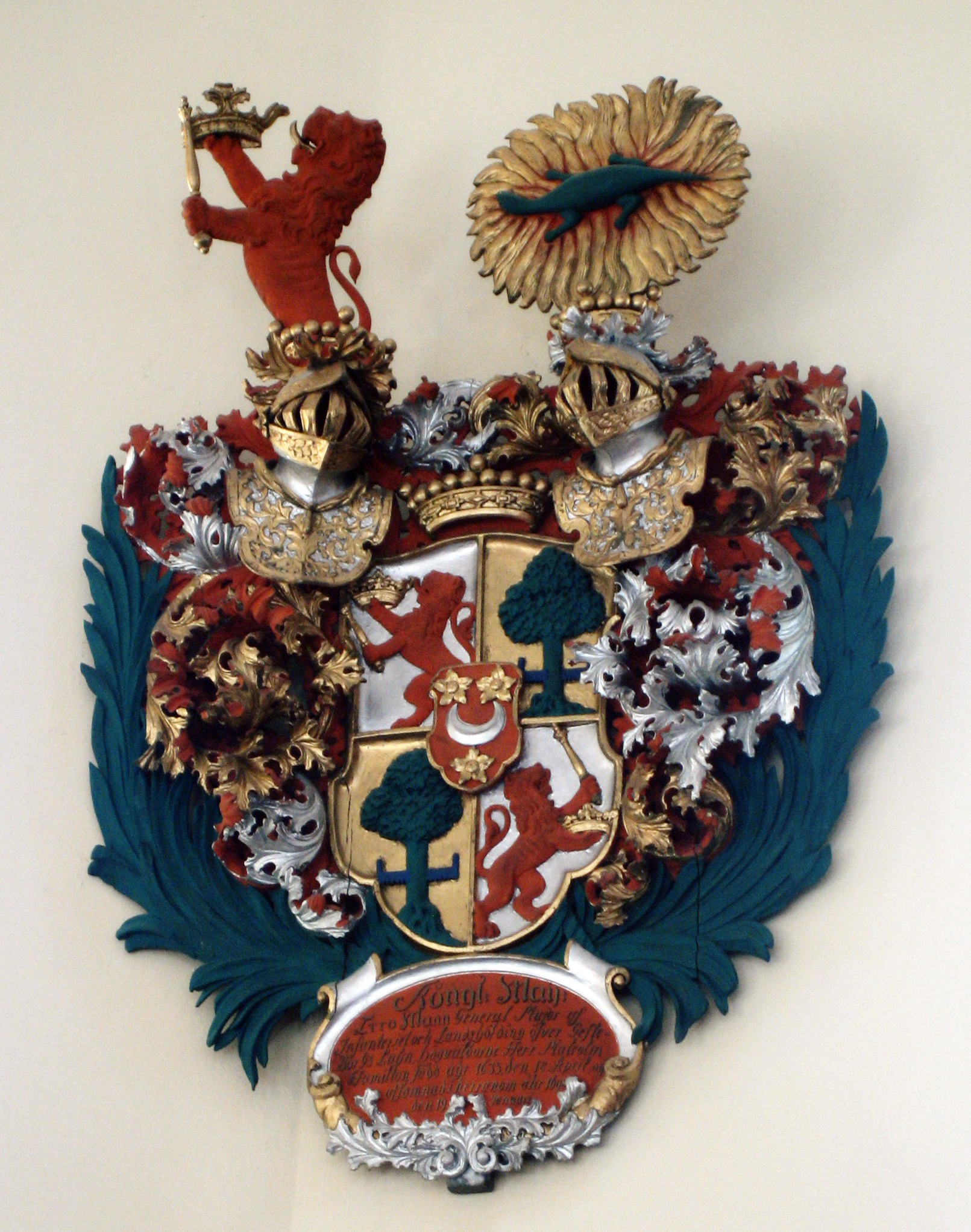
Begravningsvapen.
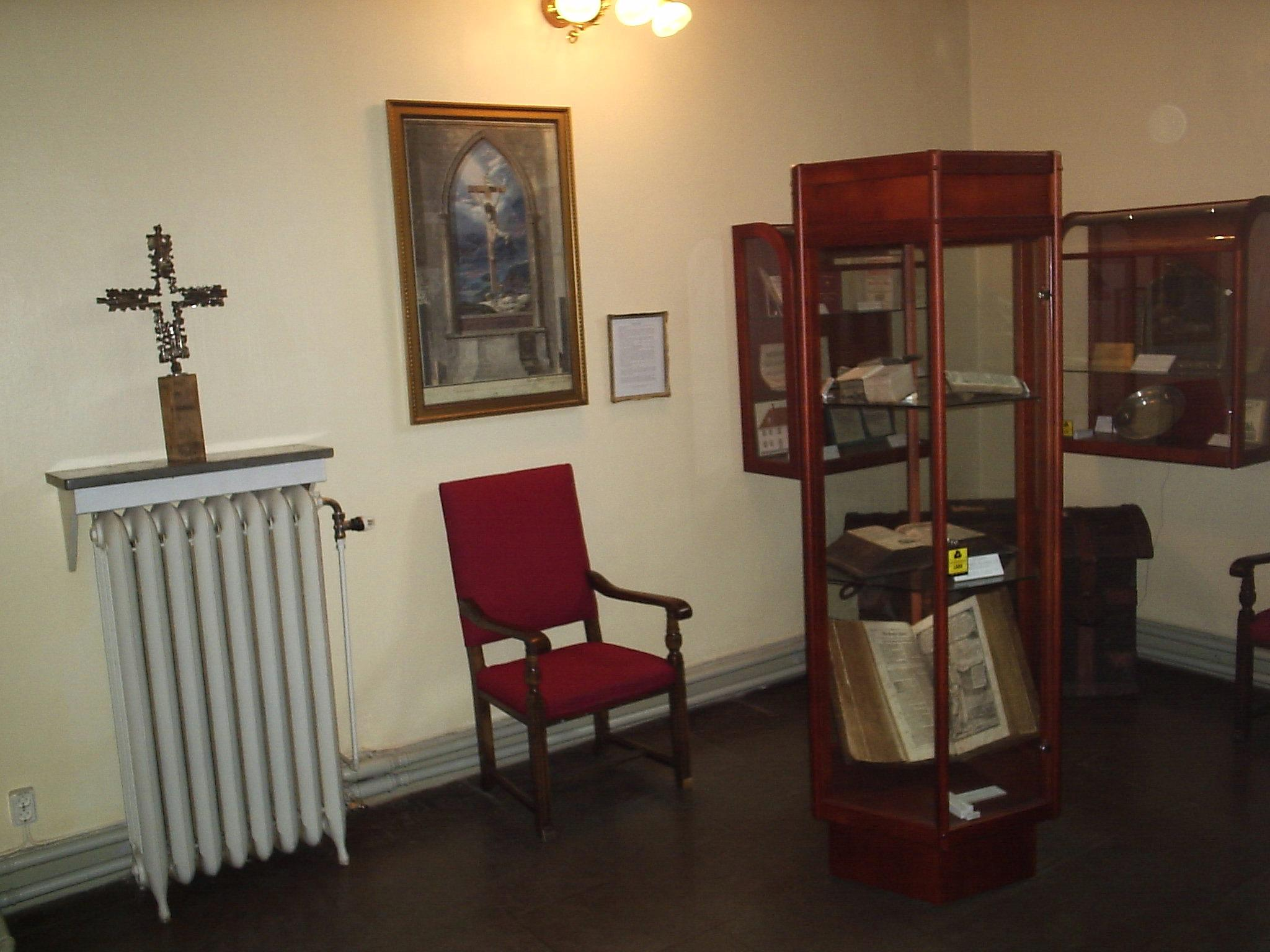
Kyrkomuseum.
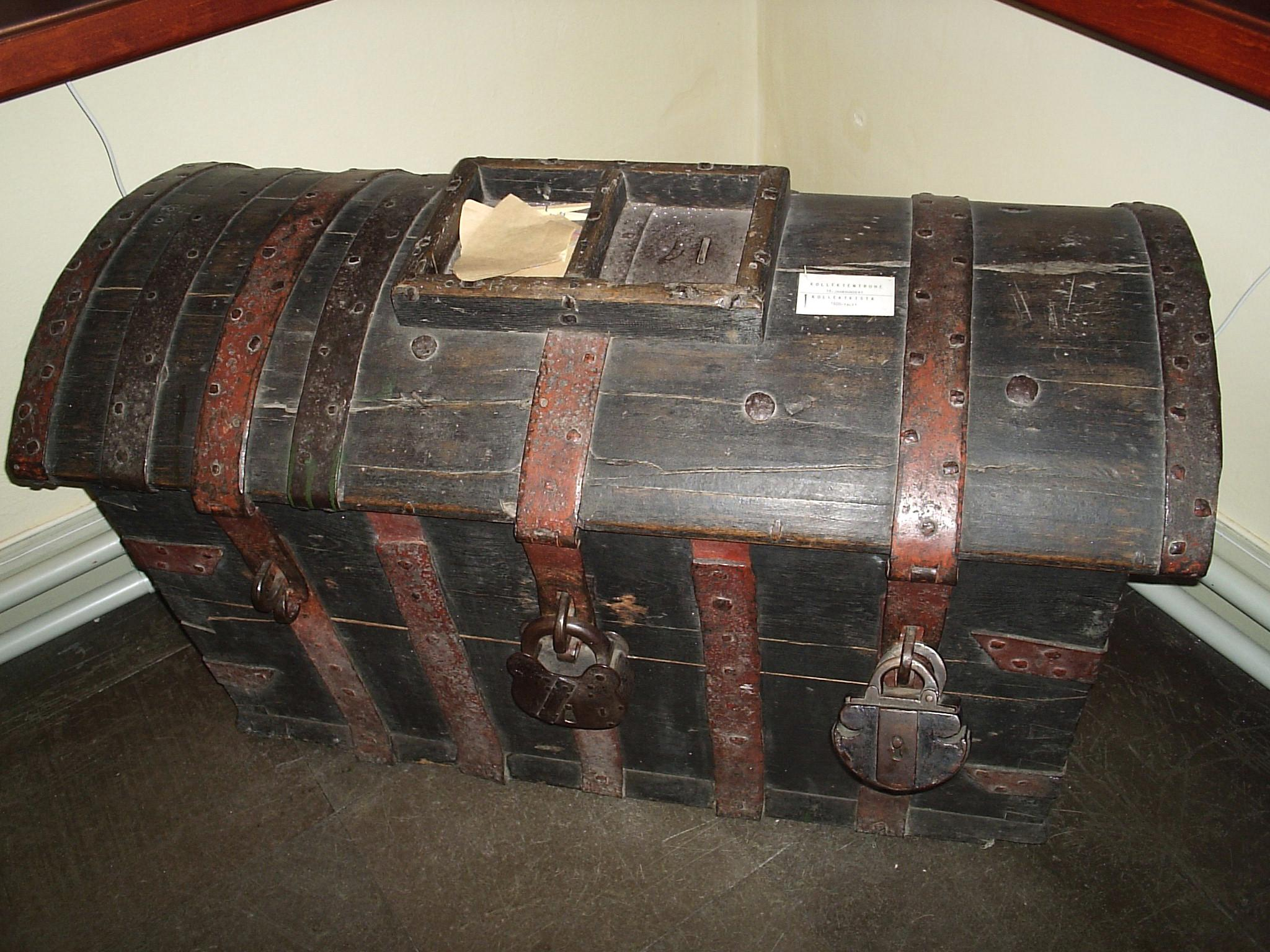
Kollektkista från 1600-talet.
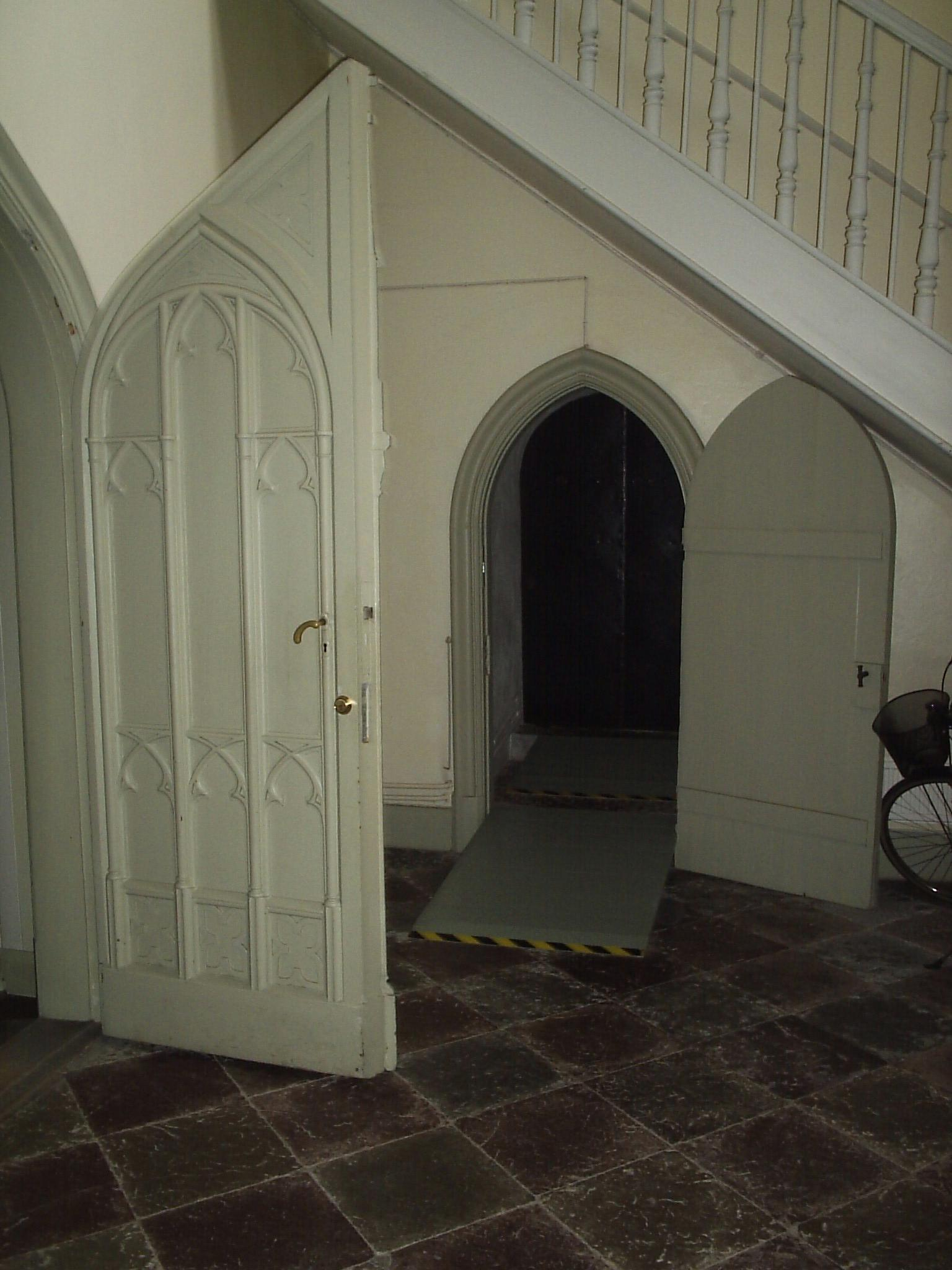
Vapenhuset.
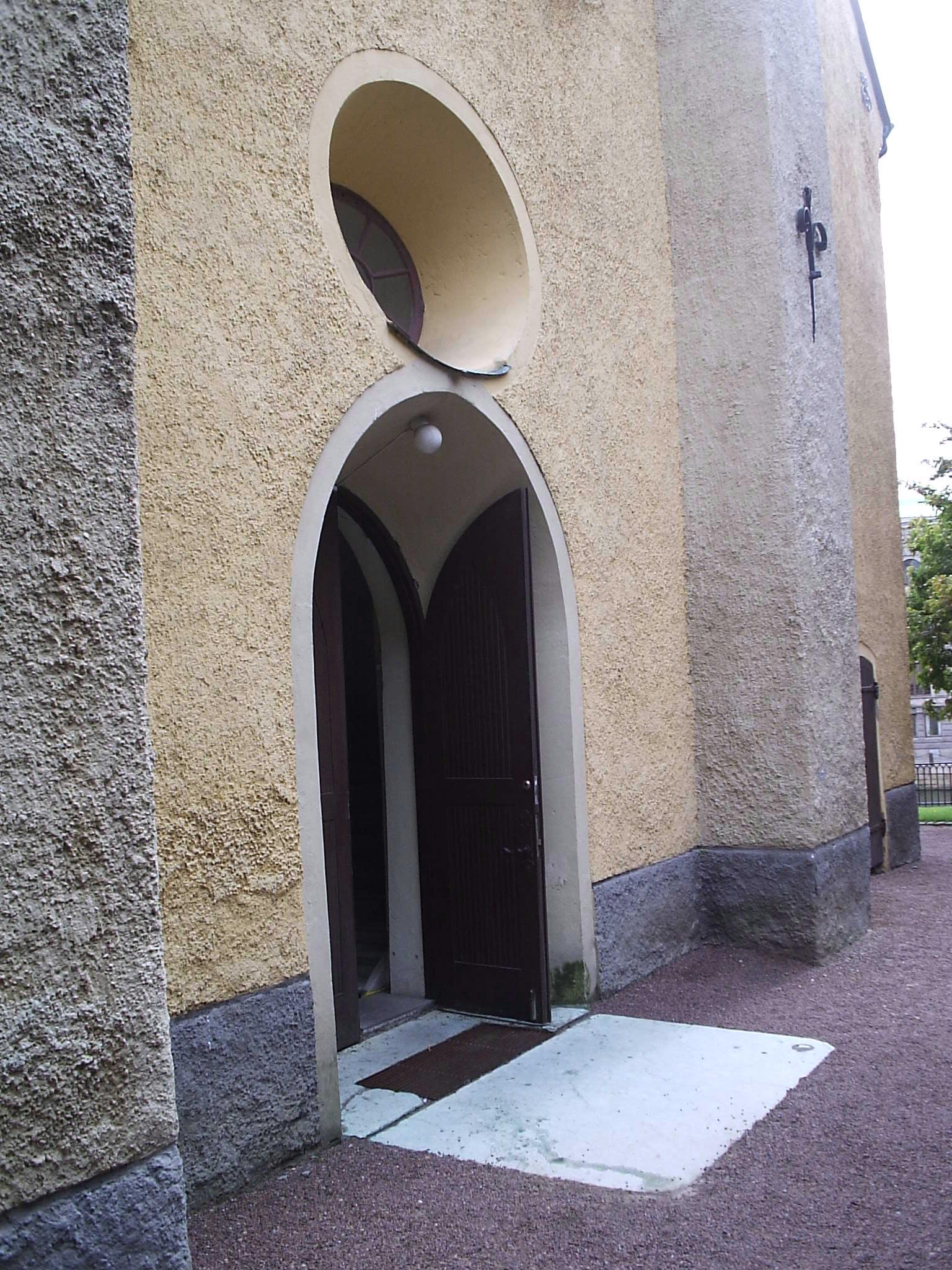
Porten in till vapenhuset.
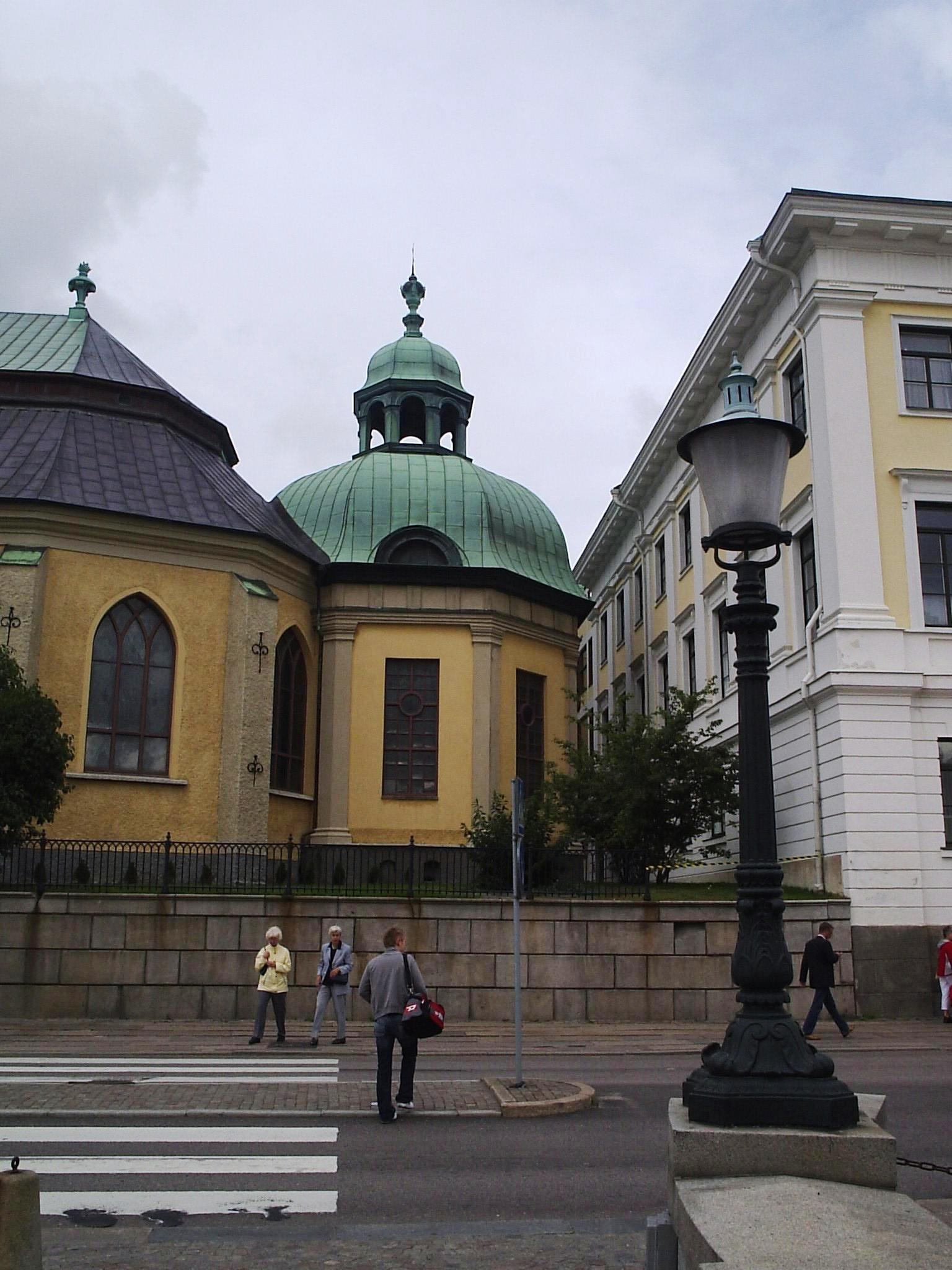
Exteriörbild av Aschebergska gravkoret.
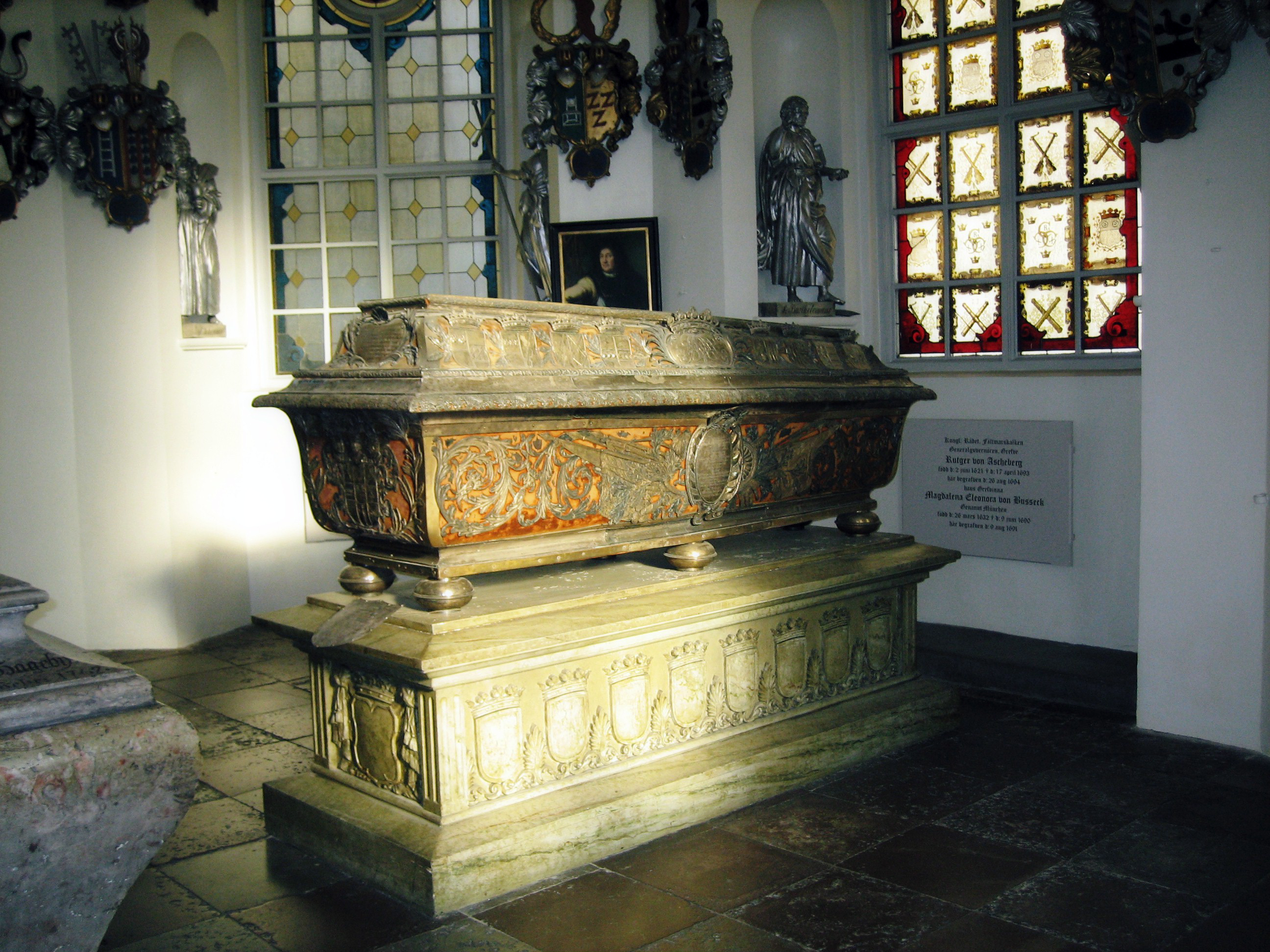
Interiörbild från Aschebergska gravkoret. Rutger von Aschebergs kista.
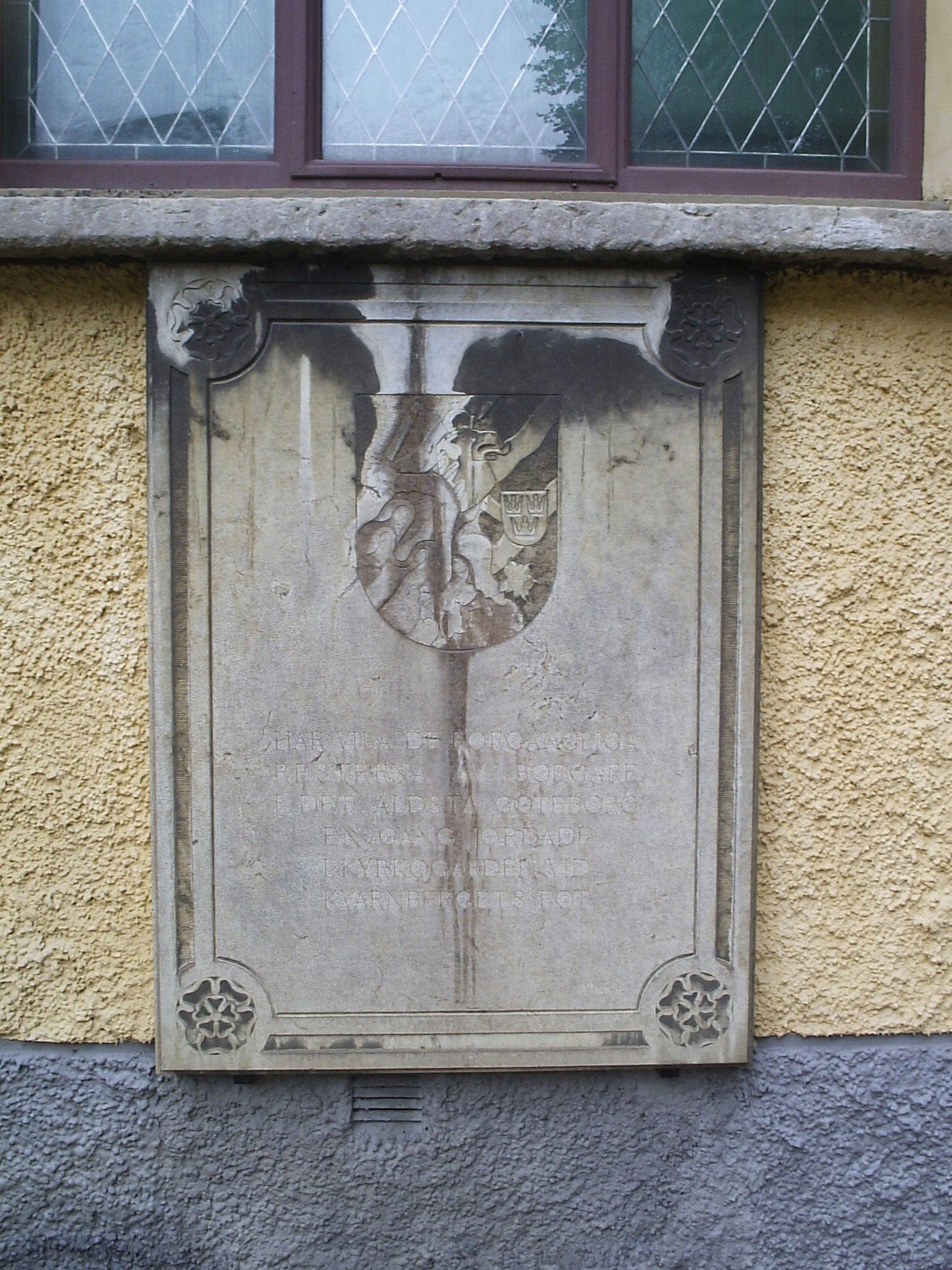
"Här vila de förgängliga resterna av borgare i det äldsta Göteborg. En gång jordade i kyrkogården vid Kvarnbergets fot."
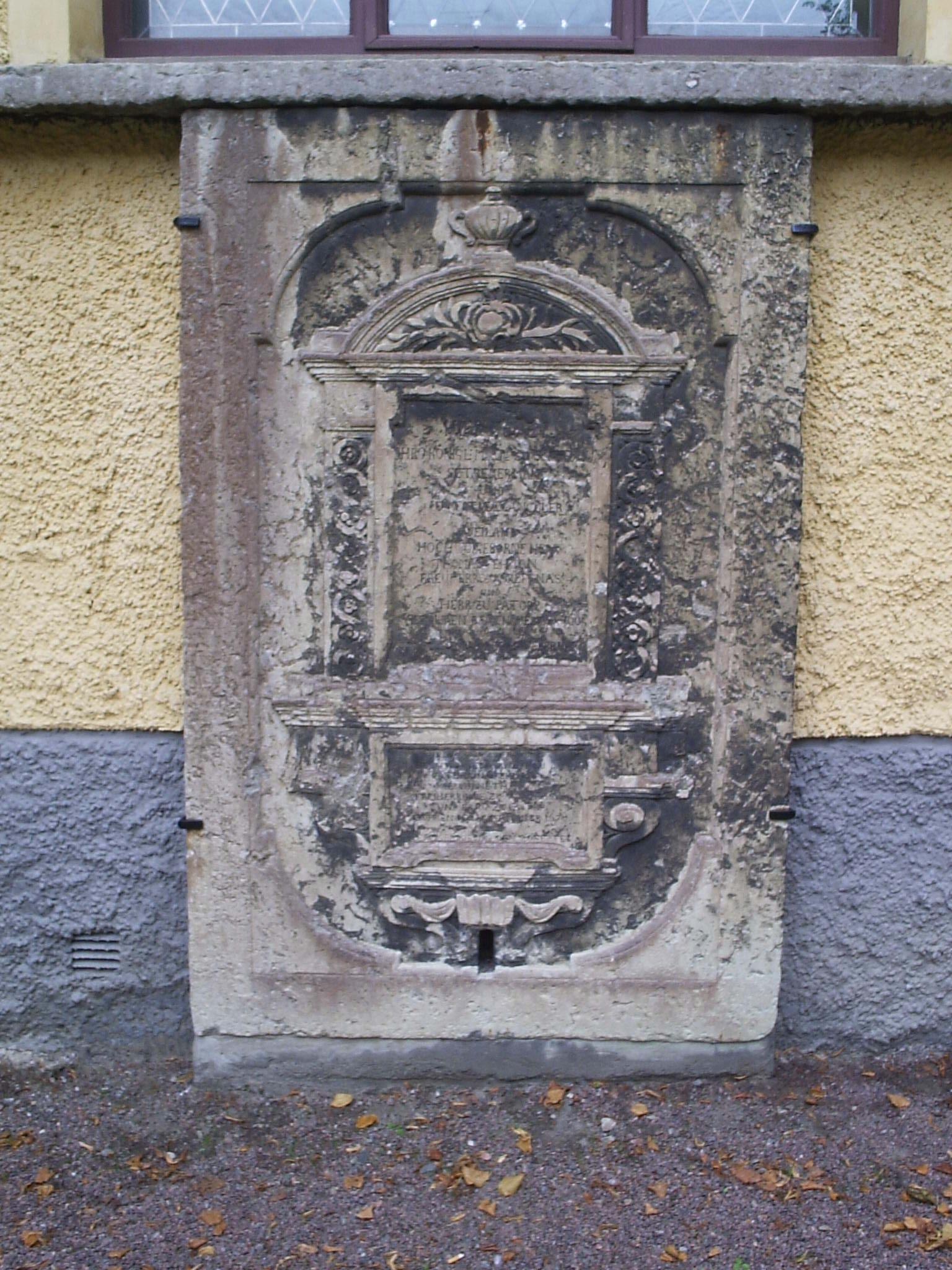
Gravsten 1.